# 파이야코
파이야코(스페인어: Paillaco)는 칠레 로스리오스 주 발디비아 현의 코무나이다.